# UTC−06:00
| Južni poletni/severni standardni čas Morska območja | Severni poletni/južni standardni čas Standardni čas vse leto |

UTC−06:00 je časovni pas z zamikom −6 ur glede na univerzalni koordinirani čas (UTC). Ta čas se uporablja na naslednjih ozemljih (stanje v začetku leta 2016):

## Kot standardni čas (vse leto)

### Severna Amerika
- Kanada
  - Saskatchewan (razen mesta Lloydminster z okolico)

### Srednja in Južna Amerika
- Belize
- Ekvador
  - Galapaški otoki
- Gvatemala
- Honduras
- Kostarika
- Nikaragva
- Salvador

## Kot standardni čas (samo pozimi na severni polobli)

### Severna Amerika
- Kanada
  - Manitoba, Nunavut (osrednji del) in Ontario (zahodni del)
- Mehika (večina države)
- Združene države Amerike
  - Celotno ozemlje zveznih držav Alabama, Arkansas, Illinois, Iowa, Louisiana, Minnesota, Misisipi, Misuri, Oklahoma in Wisconsin
  - Večina ozemlja zveznih držav Kansas, Nebraska, Južna Dakota, Severna Dakota, Tennessee in Teksas
  - Zahodni deli Floride, Indiane, Kentuckyja in Michigana

## Kot poletni čas (severna polobla)

### Severna Amerika
- Kanada
  - Alberta, Britanska Kolumbija (jugovzhodni del), Nunavut (zahodni del), Severozahodni teritoriji (večina ozemlja)
  - Saskatchewan (samo mesto Lloydminster z okolico)
- Mehika
  - Zvezne države Baja California Sur, Chihuahua, Nayarit (večina ozemlja) in Sinaloa
- Združene države Amerike - gorski standardni čas
  - Celotno ozemlje zveznih držav Kolorado, Montana, Nova Mehika, Utah in Wyoming
  - Večina Idaha
  - Jugozahodni del Severne Dakote
  - Zahodni del Kansasa, Južne Dakote, Nebraske in Teksasa
  - Majhen vzhodni del Oregona in Nevade
  - Polavtonomno ozemlje Navajo Nation, ki poleg Nove Mehike in Utaha sega še prek dela Arizone